# Глушачи (Решетиловский район)
Глушачи (укр. Глушачі) — упразднённое село,
Лиманский-Второй сельский совет,
Решетиловский район,
Полтавская область,
Украина.
Село ликвидировано в 1987 году.

## Географическое положение
Село Глушачи находится на берегу реки Бакай (летом пересыхает), на которой сделано несколько запруд.
Выше по течению на расстоянии в 1 км расположено село Лиман Второй.
Рядом проходит автомобильная дорога М-03.

## История
- 1987 — село ликвидировано[1].